# Radio JND
Radio JND is een commerciële Nederlandse radiozender. Op 1 maart 2016 startte Radio JND met haar uitzendingen. Er werd gestart met uitzenden via internet en later op DAB+ en FM. De studio van Radio JND is gevestigd in Best. Sinds 2017 is Radio JND in heel Brabant en Limburg te beluisteren.
Radio JND draait hoofdzakelijk muziek van eigen bodem. Daarnaast ook Top 40, Classics en muziek uit Brabant.